# St. Catharina eiland

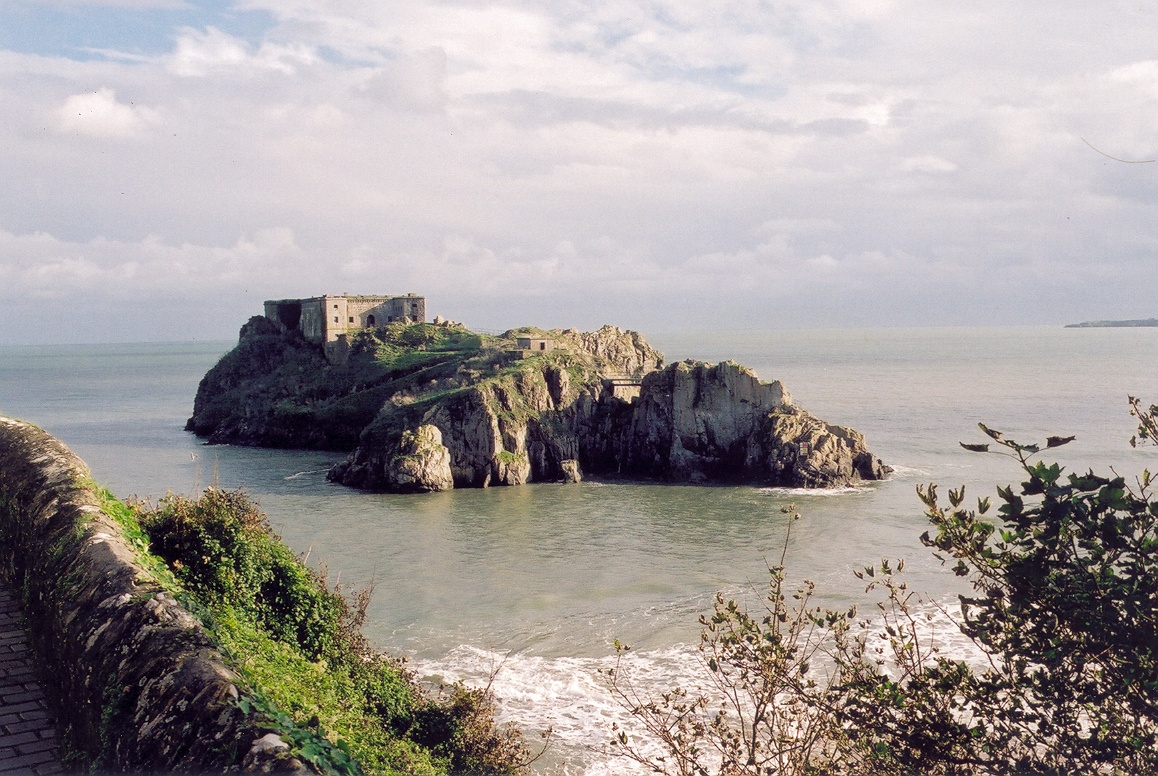
St. Catherine's Eiland in 2001

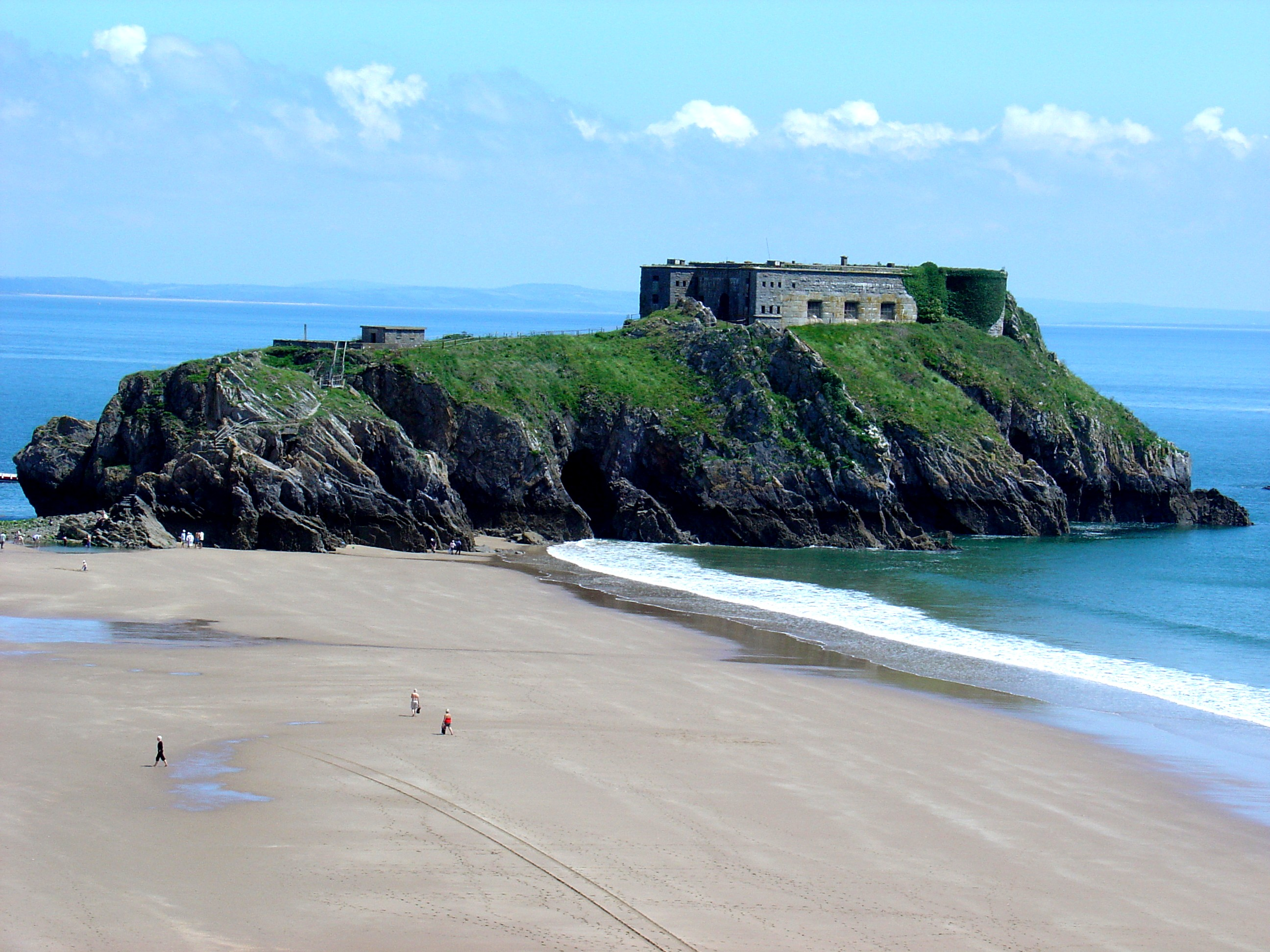
St. Catherine's Eiland bij laag water

Het St. Catharina Eiland (Engels: St Catherine's Island; Welsh: Ynys Catrin) is een klein eiland verbonden aan de stad Tenby in het Welshe graafschap Pembrokeshire aan de Baai van Carmarthen. Dit eiland is bereikbaar via een strand bij eb. Op het eiland staat een fort dat deel uitmaakt van de Palmerston verdedigingswerken aan de Britse kust en was gebouwd om Pembroke Dock te verdedigen. De bouw was klaar in 1870.
In 1907 is het eiland privé verkocht voor 500 Britse pond. St. Catharine’s Fort heeft 4 slaapkamers, 16 torenkamers en een oude banketzaal met een levensgroot standbeeld van koningin Victoria en een oud en nog gedeeltelijk intact harnas. In de kelder is een oude wapenkamer die werd gebruikt voor opslag van 444 vaten kruit. Eens is het fort gebruikt als dierentuin.
Informeel staat het eiland bekend als St. Catharine’s Rock en de directe omgeving ervoor wordt ook wel ‘The Catterns’ genoemd.